# Passaui Egyetem
A Passau Egyetem (németül: Universität Passau) Németország déli részén, az osztrák határhoz közel fekszik. 1973-ban alapították és jelenleg a legfiatalabb egyetemnek számít Bajorországban. Az intézménynek négy kara van: Arts and Humanities, Law, Computer Science and Mathematics, Business Administration and Economics és ezeken belül összesen 36 különböző alap-, mester- és doktori képzés közül lehet válogatni. Az egyetem különösen jó hírnévnek örvend a jogi képzést illetően. A legfrissebb adatok szerint, közel 13 ezer hallgató tanul az egyetemen, közel 100 különböző országból. Az egyetem elnöki posztját jelenleg Dr. Carola Jungwirth tölti be.

## Történelem
Az egyetemet 1973. január 1-én alapította a Bajor parlament, azonban a gyökerei egészen 1622-ig nyúlnak vissza, amikor létrehozták a Katolikus tanulmányok intézményét. Ez az intézmény a mai napig különböző vallási szakokat, programokat kínál a hallgatóknak. 

## Kampusz

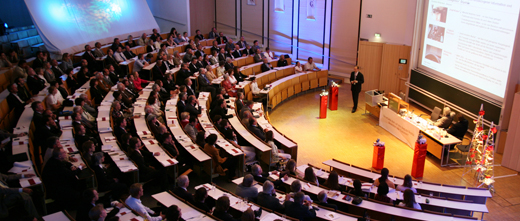
Előadás

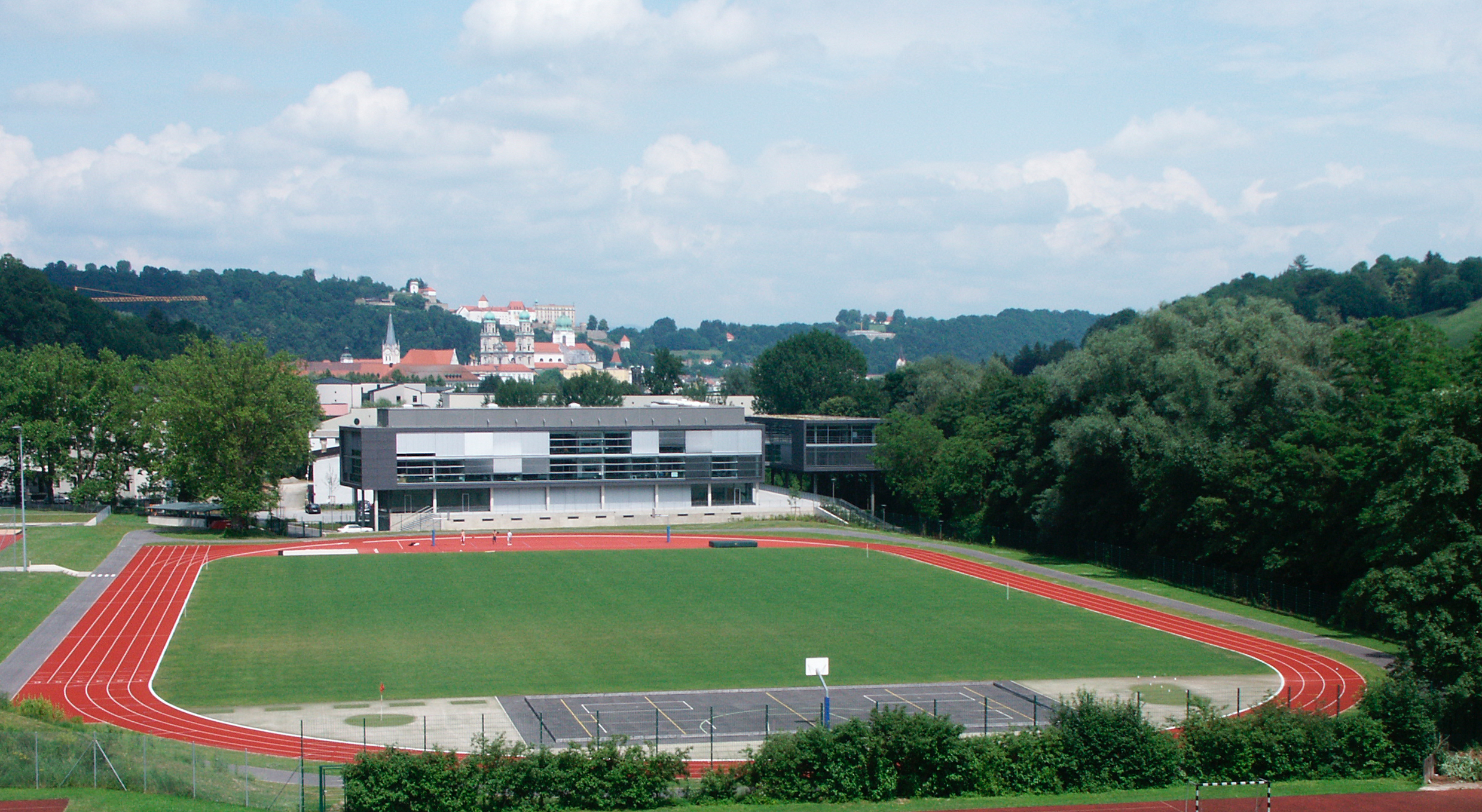

A Passaui Egyetem kampusza egyedinek mondható Németországban, mivel szinte az összes épülete egy utca mentén terül el, az Inn folyó partján. Mivel viszonylag fiatal egyetemről beszélhetünk, ezért a legtöbb épülete nagyon modern és jól felszerelt. Ez alól a Nikolakloster épület a kivétel, amely jóval korábban épült és ami ma leginkább a nyelvi kurzusoknak ad helyet. A kampusz területén terül el a sportközpont is, amely magába foglal egy futballpályát, több strandröplabda pályát, valamint az épületen belül számtalan más sportolási lehetőséget. Szintén különlegesnek számít Németországban, hogy ennek az egyetemnek van egy saját napközije, ahová az egyetem hallgatói, valamint dolgozói vihetik a gyermeküket. A Passaui Egyetemnek többszörösen díjazott menzája és kávézói vannak, legtöbb a folyóparton, vagy annak közelében.

## Kampusz kártya

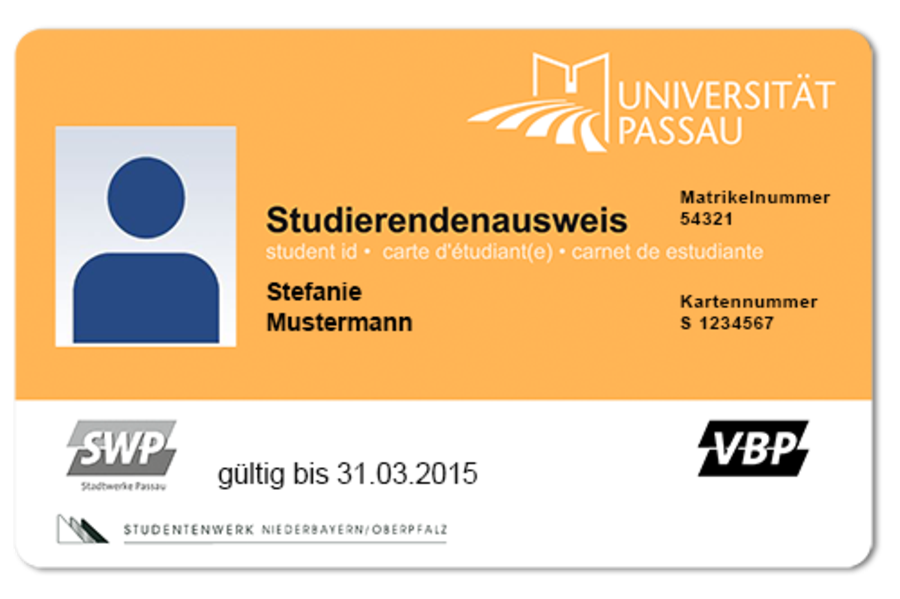
Kampusz kártya

A kampusz kártya, más néven diákigazolvány több funkciót is betölt a hallgatók életében. Elsősorban ez a kártya egyben buszbérletként szolgál, vagyis nem kell külön jegyet/bérletet vásárolni a félév során, csak elég ezt felmutatni a vezetőnek. A könyvtár használata is ehhez a kártyához kötött. Ezen kívül pénzt lehet rárakni a kártyára, amivel a menzán, illetve nyomtatásért, fénymásolásért lehet fizetni. 

## Könyvtár

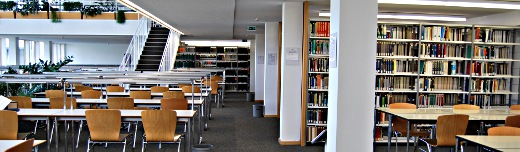
Könyvtár

Az egyetemi könyvtár körülbelül 2 millió könyvet, valamint 3050 magazint tartalmaz. Megkülönböztet egy központi könyvtári részt, de megtalálható benne  minden kar saját szekciója is. Ezen felül a könyvtár hozzáférést biztosít további könyvekhez és folyóiratokhoz online.

## Partneregyetemek
Az egyetem híres a nemzetközi légköréről. Az intézménynek megközelítőleg 200 külföldi egyetemmel van kapcsolata Latin-Amerikából, Egyesült Államokból, Európából, Ázsiából és Ausztráliából. Átlagosan 77 országból közel 700 hallgató tanul minden félévben az egyetemen különböző csereprogramok segítségével. Az ide érkező külföldi diákokat rengeteg programmal és kirándulásokkal várják, valamint az AEGEE diákszervezet rengeteg segítséget nyújt nekik. Archiválva 2015. július 31-i dátummal a Wayback Machine-ben